# Monument de Tràsil

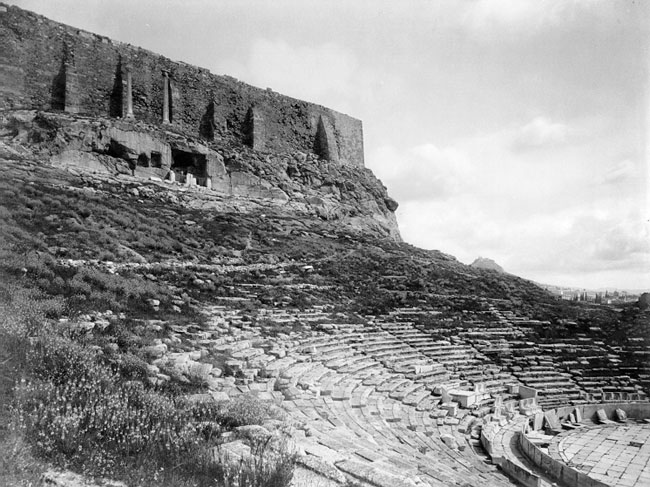
Monument de Tràsil, l'any 1880

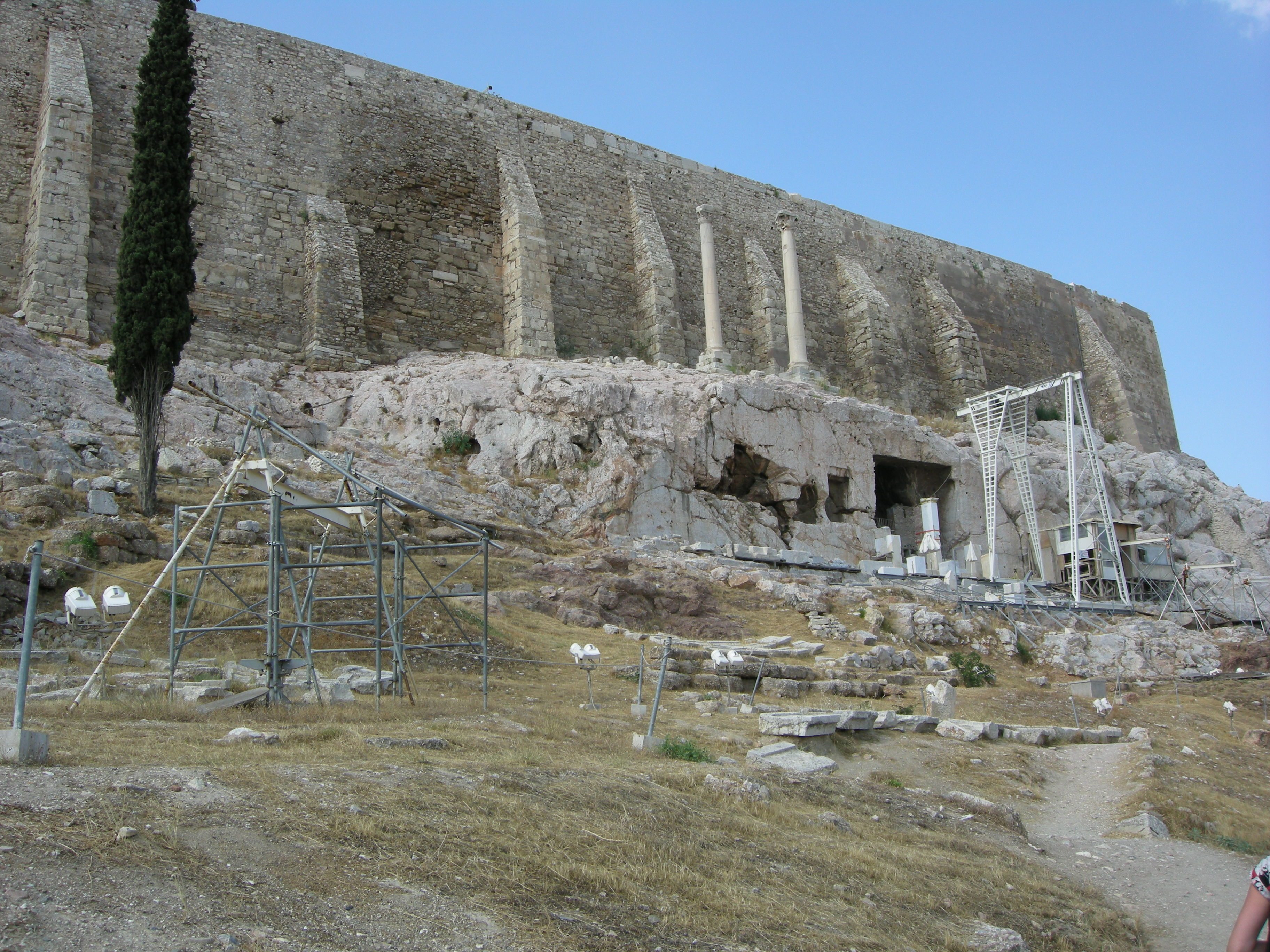
Monument de Tràsil, durant els treballs de l'any 2005

El monument de Tràsil va ser edificat a Atenes, és una cova excavada al costat sud-est de l'Acròpoli, sobre el teatre de Dionís, pels choregus: Tràsil de Decèlia al 320/319 aC i pel seu fill Tràsicles al 270 aC –segons inscripcions trobades en el mateix monument–.

## Descripció
El monument després d'haver estat dedicat originàriament a Dionís, es va convertir en una capella romana d'Orient dita Panaga Chrisopeliotissa, que va ser destruïda pels turcs durant el setge d'Atenes el 1827.
Continua havent-hi una cova excavada a la roca, amb el marc d'entrada decorat en estil dòric de 7,50 metres de longitud per 9 d'alçada. Consta de tres pilars i una escultura probablement afegits l'any 269 aC per Tràsicles -fill de Tràsil- quan ell mateix va ser agonothetes guanyador en dos jocs musicals.
Les dues grans columnes d'estil corinti, col·locades per damunt de l'entrada de la cova podien haver sostingut els trípodes tradicionals, o poden ser que pertanyessin a un monument romà posterior.
Un capitell corresponent a un pilar del monument va ser trobat l'any 1985 en les reserves del Museu Arqueològic Nacional d'Atenes.